# International Ice Hockey Federation
L'International Ice Hockey Federation ("Federazione internazionale dell'hockey su ghiaccio"), sigla IIHF, è stata fondata nel 1908 (con la denominazione in francese: Ligue Internationale de Hockey sur Glace) ed è il massimo organismo di governo dell'hockey su ghiaccio mondiale. Organizza i tornei internazionali e regola il ranking mondiale per squadre nazionali. Ha sede a Zurigo e conta 65 membri.
Nonostante il ruolo riconosciuto internazionalmente, la IIHF ha un potere limitato sulle federazioni del Nord America (Hockey Canada e USA Hockey), che infatti utilizzano un proprio regolamento, diverso da quello internazionale.
La IIHF organizza i campionati del mondo di hockey su ghiaccio (maschile, femminile, maschile U-20, maschile U-18, femminile U-18), le competizioni europee per club (attualmente, Champions Hockey League e Continental Cup a livello maschile, European Women Champions Cup a livello femminile), ed insieme alla NHL la Victoria Cup. Per le nazionali maschili asiatiche che ai mondiali partecipano alla III divisione o non partecipano affatto, organizza l'IIHF Challenge Cup of Asia. Organizza inoltre anche i mondiali di hockey in-line.
Ha una propria hall of fame, la IIHF Hall of Fame, che non va confusa con le altre due, la International Hockey Hall of Fame di Kingston e la Hockey Hall of Fame di Toronto). Durante l'annuale cerimonia di presentazione dei nuovi membri della IIHF Hall of Fame, la federazione assegna anche il premio Paul Loicq ad una personalità che si sia straordinariamente distinta nello sviluppo della federazione stessa o dell'hockey su ghiaccio internazionale.

## Presidenti
| Nome                 | Anni         |
| -------------------- | ------------ |
| Louis Magnus         | 1908–1912    |
| Henri Van den Bulcke | 1912–1914    |
| Peter Patton         | 1914         |
| Louis Magnus         | 1914         |
| Henri Van den Bulcke | 1914–1920    |
| Max Sillig           | 1920–1922    |
| Paul Loicq           | 1922–1947    |
| Fritz Kraatz         | 1947–1948    |
| George Hardy         | 1948–1951    |
| Fritz Kraatz         | 1951–1954    |
| Walter A. Brown      | 1954–1957    |
| Bunny Ahearne        | 1957–1960    |
| Robert Lebel         | 1960–1963    |
| Bunny Ahearne        | 1963–1966    |
| William Thayer Tutt  | 1966–1969    |
| Bunny Ahearne        | 1969–1975    |
| Gunther Sabetzki     | 1975–1994    |
| René Fasel           | 1994–2021    |
| / Luc Tardif         | 2021-attuale |

## Membri
Esistono tre livelli di affiliazione:
- i Full Member sono i paesi con una propria federazione nazionale dell'hockey su ghiaccio e che partecipano ai mondiali;
- gli Associate Member sono i membri che partecipano a mondiali ma non hanno una federazione indipendente per l'hockey su ghiaccio (è il caso dell'Italia), oppure che hanno una federazione indipendente ma non partecipano o partecipano limitatamente ai mondiali;
- gli Affiliate Member sono le nazioni che partecipano esclusivamente ai mondiali di hockey in-line.

### Full Member
| Paese                | Federazione                                                  | Data di affiliazione | Presidente             | Ranking maschile | Ranking femminile |
| -------------------- | ------------------------------------------------------------ | -------------------- | ---------------------- | ---------------- | ----------------- |
| Australia            | Ice Hockey Australia                                         | 11 febbraio 1938     | Don Rurak              | 34               | 25                |
| Austria              | Österreichischer Eishockeyverband                            | 18 marzo 1912        | Dieter Kalt            | 14               | 16                |
| Azerbaigian          | Federazione di hockey su ghiaccio dell'Azerbaigian           | 6 maggio 1992        | Vagif D. Mussayev      | N/A              | N/A               |
| Bielorussia          | Federazione di hockey su ghiaccio della Bielorussia          | 6 maggio 1992        | Vladimir Naumov        | 10               | N/A               |
| Belgio               | Fédération Royale Belge de Hockey sur Glace                  | 8 dicembre 1908      | Jeannine Clement       | 36               | 26                |
| Bosnia ed Erzegovina | Federazione di hockey su ghiaccio della Bosnia ed Erzegovina | 10 maggio 2001       | Haris Muhic            | 48               | N/A               |
| Bulgaria             | Federazione di hockey su ghiaccio della Bulgaria             | 25 luglio 1960       | Stefan Bachvarov       | 31               | 24                |
| Canada               | Hockey Canada                                                | 26 aprile 1920       | Bob Nicholson          | 1                | 1                 |
| Cina                 | Federazione di hockey su ghiaccio della Cina                 | 25 luglio 1963       | Wang Yitao             | 37               | 7                 |
| Taipei cinese        | Federazione di hockey su ghiaccio di Taiwan                  | 1º settembre 1983    | Wayne Pai              | N/A              | N/A               |
| Croazia              | Federazione di hockey su ghiaccio della Croazia              | 6 maggio 1992        | Dr. Nikola Svigir      | 26               | 20                |
| Rep. Ceca            | Federazione di hockey su ghiaccio della Repubblica Ceca      | 15 novembre 1908     | Vratislav Kulhanek     | 5                | 13                |
| Danimarca            | Danmarks Ishockey Union                                      | 27 aprile 1946       | Peter Berg             | 13               | 22                |
| Corea del Nord       | Federazione di hockey su ghiaccio della Corea del Nord       | 8 agosto 1963        | Pak Song Nam           | 43               | 21                |
| Estonia              | Eesti Jäähoki Liit                                           | 17 febbraio 1935     | Priit Vilba            | 27               | 33                |
| Finlandia            | Federazione di hockey su ghiaccio della Finlandia            | 10 febbraio 1928     | Kalervo Kummola        | 4                | 3                 |
| Francia              | Fédération Française de Hockey sur Glace                     | 20 ottobre 1908      | Luc Tardif             | 15               | 14                |
| Germania             | Deutscher Eishockey-Bund                                     | 19 settembre 1909    | Hans-Ulrich Esken      | 9                | 11                |
| Regno Unito          | Ice Hockey UK                                                | 19 novembre 1908     | Bob Wilkinson          | 23               | 18                |
| Hong Kong            | Federazione di hockey su ghiaccio di Hong Kong               | 30 aprile 1983       | Siu Yin Yip            | N/A              | N/A               |
| Ungheria             | Federazione di hockey su ghiaccio dell'Ungheria              | 24 gennaio 1927      | Ferenc Studniczky      | 20               | 27                |
| Islanda              | Federazione di hockey su ghiaccio dell'Islanda               | 6 maggio 1992        | Vidar Gardarsson       | 38               | 29                |
| India                | Federazione di hockey su ghiaccio dell'India                 | 27 aprile 1989       | Brig K. L. Kumar       | N/A              | N/A               |
| Irlanda              | Irish Ice Hockey Association                                 | 26 settembre 1996    | Cliff Saunders         | 41               | N/A               |
| Israele              | Federazione di hockey su ghiaccio d'Israele                  | 1º maggio 1991       | Sergei Matin           | 39               | N/A               |
| Giappone             | Federazione di hockey su ghiaccio del Giappone               | 26 gennaio 1930      | Shoichi Tomita         | 21               | 9                 |
| Kazakistan           | Federazione di hockey su ghiaccio del Kazakistan             | 1992                 | Viktor Khrapunov       | 17               | 8                 |
| Corea del Sud        | Federazione di hockey su ghiaccio della Corea del Sud        | 25 luglio 1960       | Kap Chul Park          | 33               | 28                |
| Lettonia             | Federazione di hockey su ghiaccio della Lettonia             | 22 febbraio 1931     | Kirovs Lipmans         | 12               | 15                |
| Lituania             | Federazione di hockey su ghiaccio della Lituania             | 19 febbraio 1938     | Rolandas Bucys         | 24               | N/A               |
| Lussemburgo          | Fédération Luxembourgeoise de Hockey sur Glace               | 23 marzo 1912        | Rene Ludovicy          | 44               | N/A               |
| Messico              | Federacion Deportiva de Mexico de Hockey sobre Hielo         | 30 aprile 1985       | Alfonso Gomez Haro     | 32               | N/A               |
| Mongolia             | Federazione di hockey su ghiaccio della Mongolia             | 15 maggio 1999       | Sumiya Ganjargal       | 46               | N/A               |
| Paesi Bassi          | Nederlandse IJshockey Bond                                   | 20 gennaio 1935      | Jan A.J. de Greef      | 25               | 23                |
| Nuova Zelanda        | New Zealand Ice Hockey Federation                            | 2 maggio 1977        | Graeme Glass           | 40               | 30                |
| Norvegia             | Federazione di hockey su ghiaccio della Norvegia             | 20 gennaio 1935      | Ole-Jacob Libaek       | 11               | 12                |
| Polonia              | Federazione di hockey su ghiaccio della Polonia              | 11 gennaio 1926      | Zenon Hajduga          | 22               | N/A               |
| Romania              | Federazione di hockey su ghiaccio della Romania              | 24 gennaio 1924      | Janos Gyorgy Kurko     | 28               | 31                |
| Russia               | Federazione di hockey su ghiaccio della Russia               | 1º aprile 1952       | Vladislav Tret'jak     | 1                | 6                 |
| Serbia               | Federazione di hockey su ghiaccio della Serbia               | 1º gennaio 1939      | Nastas Andric          | 29               | N/A               |
| Slovacchia           | Slovenský zväz ľadového hokeja                               | 2 febbraio 1993      | Juraj Siroky           | 8                | 10                |
| Slovenia             | Federazione di hockey su ghiaccio della Slovenia             | 6 maggio 1992        | Damian Mihevic         | 19               | 19                |
| Sudafrica            | Federazione di hockey su ghiaccio del Sudafrica              | 6 maggio 1992        | Shane Marsh            | 42               | 32                |
| Spagna               | Federación Española de Deportes de Hielo                     | 10 marzo 1923        | Maria Teresa Samaranch | 30               | N/A               |
| Svezia               | Svenska Ishockeyförbundet                                    | 23 marzo 1912        | Christer Englund       | 3                | 4                 |
| Svizzera             | Lega svizzera di Hockey su ghiaccio                          | 23 novembre 1908     | Fredy Egli             | 7                | 5                 |
| Thailandia           | Federazione di hockey su ghiaccio della Thailandia           | 27 aprile 1989       | Gen. Phisan Xupravatti | N/A              | N/A               |
| Turchia              | Federazione di hockey su ghiaccio della Turchia              | 1º maggio 1991       | A. Kadir Dökmeci       | 35               | 34                |
| Ucraina              | Federazione di hockey su ghiaccio dell'Ucraina               | 6 maggio 1992        | Anatoliy Brezvin       | 18               | N/A               |
| Stati Uniti          | USA Hockey                                                   | 1920                 | Ron DeGregorio         | 6                | 2                 |

### Associate Member
| Paese               | Federazione                                    | Data di affiliazione | Presidente                | Ranking maschile | Ranking femminile |
| ------------------- | ---------------------------------------------- | -------------------- | ------------------------- | ---------------- | ----------------- |
| Andorra             | Federació Andorrana d'Esports de Gel           | 4 maggio 1995        | Francesc Mora Sagues      | N/A              | N/A               |
| Armenia             | Federazione di hockey su ghiaccio dell'Armenia | 22 settembre 1999    | Karen Khachatryan         | 49               | N/A               |
| Grecia              | Hellenic Ice Sports Federation                 | 29 aprile 1987       | C. Chatziathanassiou      | 45               | N/A               |
| Italia              | Federazione Italiana Sport Ghiaccio            | 24 gennaio 1924      | Giancarlo Bolognini       | 16               | 17                |
| Liechtenstein       | Liechtensteiner Eishockey Verband              | 4 ottobre 2001       | Michael Zanghellini       | N/A              | N/A               |
| Macao               | Praca De Luis De Camoes                        | 12 maggio 2005       | Lai King Hung             | N/A              | N/A               |
| Macedonia del Nord  | Macedonian Ice Hockey Federation               | 4 ottobre 2001       | Nikola Tasev              | N/A              | N/A               |
| Malaysia            | Malaysia Ice Hockey Association                | 28 settembre 2006    | Dato Lee Hwa Beng         | N/A              | N/A               |
| Moldavia            | National Ice Hockey Federation of Moldova      | 21 maggio 2008       | Mikhail Garev             | N/A              | N/A               |
| Portogallo          | Federacao Portugesa de Desportos No Gelo       | 13 maggio 1999       | Benjamim Ferreira         | N/A              | N/A               |
| Singapore           | Skating Federation of Singapore                | 2 maggio 1996        | Kum Seng Law              | N/A              | N/A               |
| Emirati Arabi Uniti | UAE Ice Hockey Association                     | 10 maggio 2001       | Ahmed Mubarak Al Mazrouei | 47               | N/A               |

### Affiliate Member
| Paese     | Federazione                                           | Data di affiliazione | Presidente               |
| --------- | ----------------------------------------------------- | -------------------- | ------------------------ |
| Argentina | Asociación Argentina de Hockey sobre Hielo y En Línea | 31 maggio 1998       | Daniel Schiller Solti    |
| Brasile   | Confederacao Brasileira de Hóquei no Gelo             | 26 giugno 1984       | Arioldo Boscolo          |
| Cile      | Asociacion Nacional de Hockey en Hielo y en Linea     | 2000                 | Nicolas Gomez Bermeosolo |
| Namibia   | Namibia Ice and InLine Hockey Association             | 31 maggio 1998       | Russell Vinjevold        |